# Der Fuehrer’s Face
Der Fuehrer’s Face (pl. Twarz Führera) – amerykański propagandowy krótkometrażowy film animowany z udziałem Kaczora Donalda, wyprodukowany przez The Walt Disney Company w 1943. Zrealizowany w technicolorze.
Film otrzymał Oscara w kategorii najlepszy krótkometrażowy film animowany za rok 1943.

## Fabuła
Film ukazuje w krzywym zwierciadle totalitarny kraj nazistowski, gdzie wszystko (łącznie z drzewami i chmurami) ma kształt swastyki i wszyscy wykonują hitlerowskie pozdrowienia (nawet koguty i kukułki z zegara). Jako członkowie występującej w filmie kapeli muzycznej zostali sparodiowani kolejno: puzon: Joseph Goebbels, werbel: Heinrich Himmler, suzafon: Hideki Tōjō, Flet piccolo: Hermann Göring i bęben: Benito Mussolini. Melodia intro kreskówki oparta jest na jednym z utworów Richarda Wagnera o tytule "Die Meistersinger von Nürnberg". Na zdjęciach na ścianie widnieli Adolf Hitler, Hirohito i Benito Mussolini.
Pewnego dnia Kaczor Donald zostaje obudzony bagnetami przez kapelę. Składa pozdrowienie przywódcom Osi, przebiera się w niemiecki mundur i je zdrewniałą kromkę chleba na śniadanie. Potem kapela zabiera go do pracy. Kaczor Donald pracuje w fabryce militarnej, gdzie niewolniczo dokręca zapalniki pociskom różnego kalibru. Jedynymi jego wakacjami jest patrzenie na krajobraz górski i słuchanie jego opisu. Po chwili zaczyna mieć halucynacje. W końcu budzi się w Ameryce, twierdząc, że uwielbia być mieszkańcem USA. W 2004 na DVD ukazała się zremasterowana cyfrowo wersja filmu.